# DNF (software)
DNF ou Dandified Yum é a próxima geração da versão do Yellowdog Updater, Modified (yum), um gerenciador de pacotes para sistemas operacionais que utilizam pacotes RPM. O DNF foi introduzido no Fedora 18, e tem sido o padrão do gerenciador de pacotes para o Fedora desde a versão 22.
As deficiências do yum que o DNF destina-se a resolver incluem o desempenho ruim, o alto uso de memória, e a lentidão do seu iterativo de resolução de dependências. O DNF usa libsolv, uma dependência externa de resolução de dependências.
DNF também realiza o gerenciamento de pacotes RPM e suas bibliotecas.
DNF foi originalmente escrito em Python, mas modificações estão em curso para reescrever o software em C, e modificar a maior parte das funcionalidades, atualmente escritas em código Python, para a biblioteca libdnf.

## Adoção
DNF tem sido o gerenciador de pacotes padrão para o Fedora a partir da versão 22, que foi lançado em Maio de 2015. A biblioteca libdnf é usada como um pacote de back-end em PackageKit.